# Георгадзе, Георгий Гелаевич
Георгий Гелаевич Георгадзе (груз. გიორგი გიორგაძე; род. 10 октября 1964) — грузинский шахматист, гроссмейстер (1993).
Двукратный чемпион Грузинской ССР (1982 и 1988).
На 56-м чемпионате СССР (1989) в Одессе — 10—12 места. В составе сборной Грузии участник 5-и Олимпиад (1992—2000). На 32-й Олимпиаде (1996) в Ереване показал 3-й результат на своей доске.

## Изменения рейтинга
| Графики недоступны из-за технических проблем. См. информацию на Фабрикаторе и на mediawiki.org. |